# Ignacio Rivero
José Ignacio „Nacho” Rivero Segade (ur. 10 kwietnia 1992 w Montevideo) – urugwajski piłkarz występujący na pozycji bocznego obrońcy lub defensywnego lub bocznego pomocnika, od 2020 roku zawodnik meksykańskiego Cruz Azul.